# Arzneimittelinformation
Die Arzneimittelinformation ist die Beschaffung, Handhabung, Bearbeitung und Weitergabe von Arzneimittel-bezogenen Informationen.
Sie umfasst die fünf Bereiche
- pharmakologische Informationen (Arzneimittelsicherheit, Pharmakologie, klinische Chemie)
- technologische Informationen (Pharmazeutische Technologie (Galenik), Biopharmazie, Herstellung)
- ökonomische Informationen (zum Beispiel Kosten/Nutzen-Bewertungen)
- rechtliche Informationen (zum Beispiel Zulassungsrecht, Kennzeichnung, Verkehrsfähigkeit)
- Informationsmanagement (Dokumentverwaltung, verwendbare Quellen, Informationsaufbereitung, Qualitätssicherung)

Für Apotheker gibt es die Möglichkeit der Weiterbildung zum Fachapotheker für Arzneimittelinformation.